# Ixias vollenhovii
Ixias vollenhovii är en fjärilsart som först beskrevs av Wallace 1867.  Ixias vollenhovii ingår i släktet Ixias och familjen vitfjärilar. Inga underarter finns listade i Catalogue of Life.

## Bildgalleri

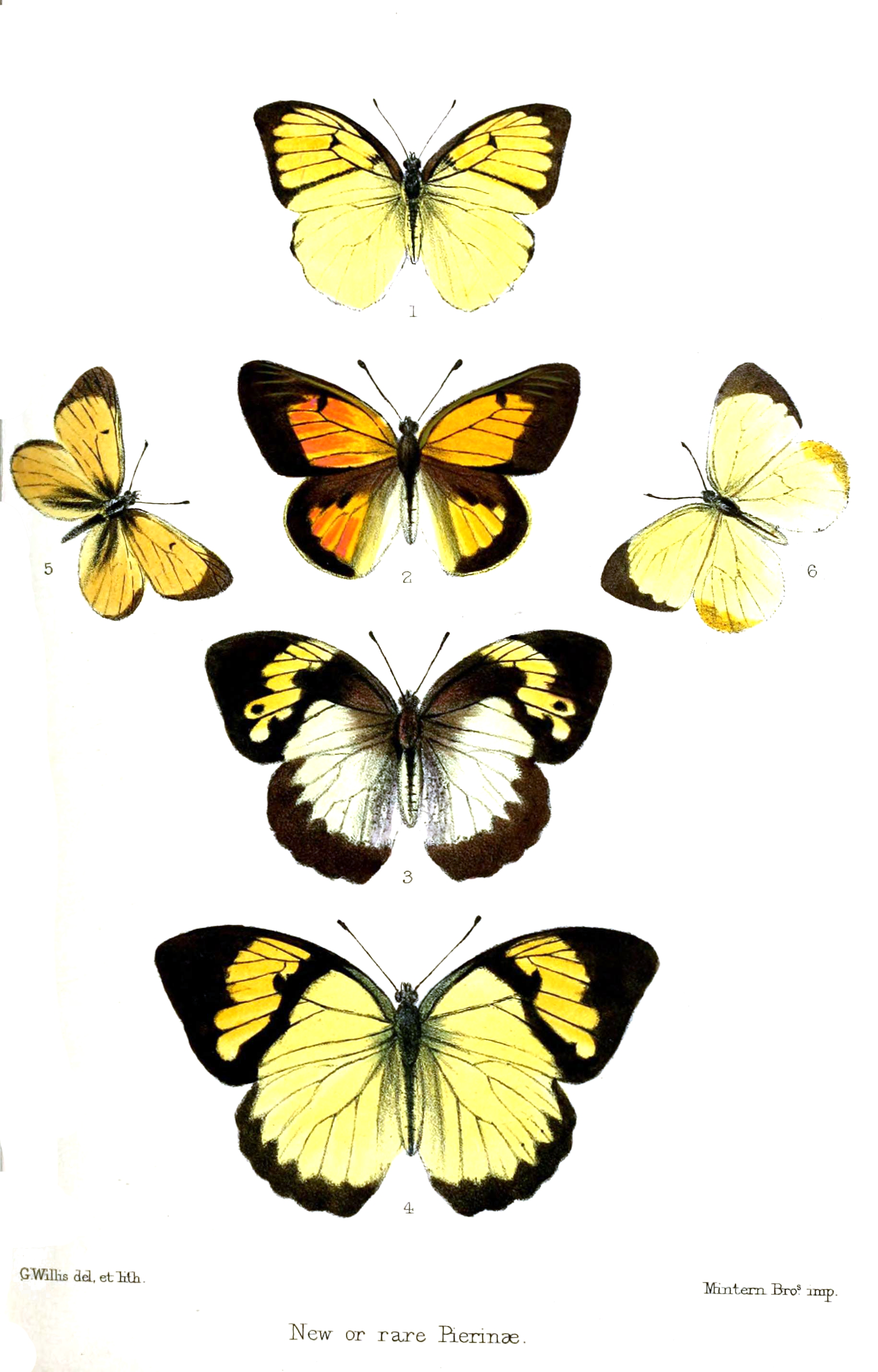